# Masakra w Balad asz-Szajch
Masakra w Balad asz-Szajch – masakra dokonana z 31 grudnia 1947 i 1 stycznia 1948, w trakcie którego oddziały Hagany, w tym Palmach, zaatakowały arabską wioskę Balad asz-Szajch w Mandacie Palestyny, zabijając od 60 do 70 mieszkańców. Masakra miała miejsce podczas wojny domowej w Mandacie Palestyny (1947–1948).

## Tło
Atak był odpowiedzią Hagany na masakrę w rafinerii w Hajfie z dnia 30 grudnia 1947, w której zginęło 39 Żydów. Wcześniej członkowie Irgunu, syjonistycznej organizacji paramilitarnej, zaatakowali arabskich robotników dziennych granatami, zabijając 6 osób i raniąc 42. W odwecie arabscy robotnicy rafinerii oraz inni cywile zaatakowali żydowskich pracowników, powodując śmierć 39 z nich.
Żydowska komisja śledcza uznała, że atak Arabów był nieplanowaną reakcją na wcześniejszy atak Irgunu. Agencja Żydowska potępiła Irgun, określając jego działania jako „akt szaleństwa”, ale jednocześnie upoważniła Haganę do odwetu.

## Przebieg ataku
W nocy z 31 grudnia 1947 na 1 stycznia 1948 oddziały Palmach zaatakowały wieś Balad asz-Szajch z pozycji na zboczach góry Karmel. Celem operacji była likwidacja jak największej liczby dorosłych mężczyzn. Napastnicy wtargnęli do wioski, ostrzeliwali i wysadzali domy, a następnie wyciągali mężczyzn z domów i ich rozstrzeliwali.
Według raportów Hagany liczba zabitych Arabów wynosiła od 21 (w tym dwie kobiety i pięcioro dzieci) do około 70, a rannych było 41 osób. Po stronie żydowskiej odnotowano dwóch zabitych i dwóch rannych.
Zgodnie z relacją historyka Zacharego Lockmana, w wyniku ataku zginęło około 60 osób – mężczyzn, kobiet i dzieci – a kilkadziesiąt domów zostało zniszczonych.